# Pompeo Ferrari

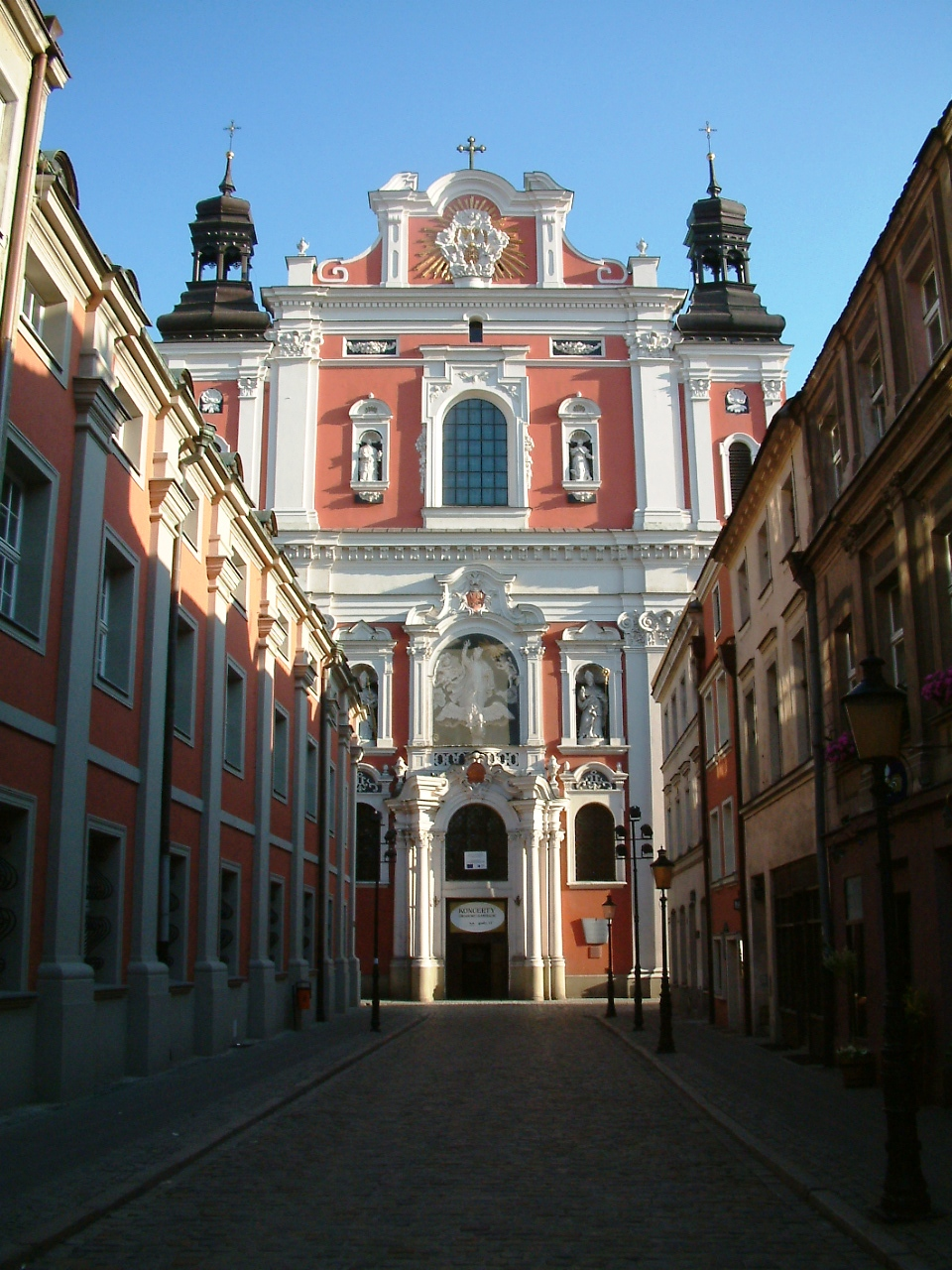
Jezuïetenkerk in Poznań, Polen

Pompeo Ferrari (*Rome ong.1660) - († Rydzyna 15 mei 1736) was een Italiaans - Poolse architect uit de Barok. Deze architect was vooral actief in Groot-Polen.

## Biografie
Ferrari studeerde aan de meest toonaangevende kunstacademie van die tijd: De Accademia di San Luca in Rome. Na 1696 werkte hij aan het hof van de Poolse Koning Stanislaus Leszczyński in Rydzyna en woonde hij in Polen. In 1703 trouwde hij met Anna Rozyna Eitner met wie hij meerdere kinderen had.

## Bekende werken
- Raadhuis van Leszno en de  tomben in de parochiekerk
- Het barokke stadsaanzicht van Rydzyna
- Abdij van Ląd
- Basiliek in Głogówko, nabij Gostyń
- De kapel van Teodor Potocki's in de  Kathedraal van Gniezno
- Jezuïetenkerk in Poznań

## Afbeeldingen

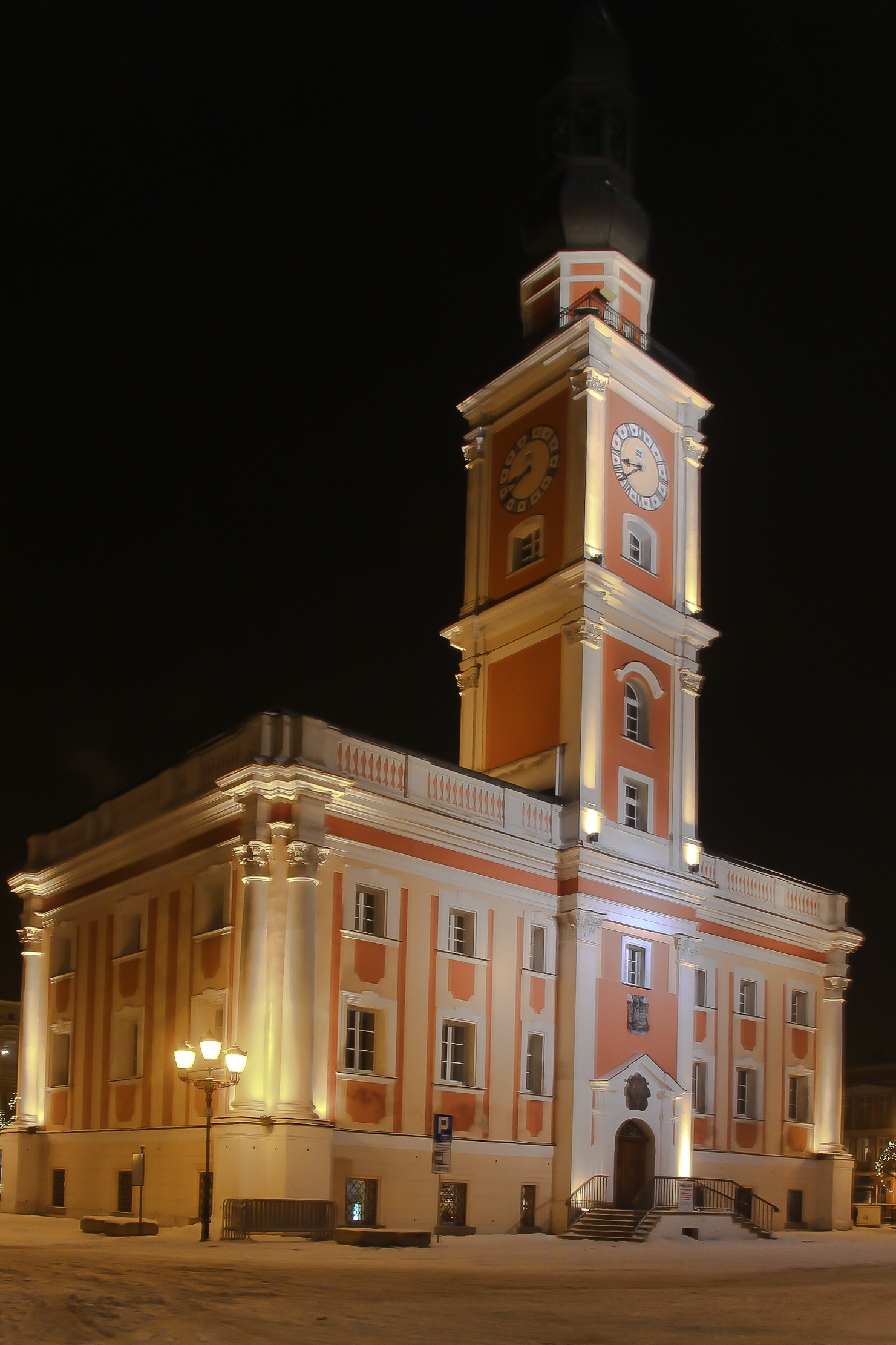
Het Raadhuis van Leszno
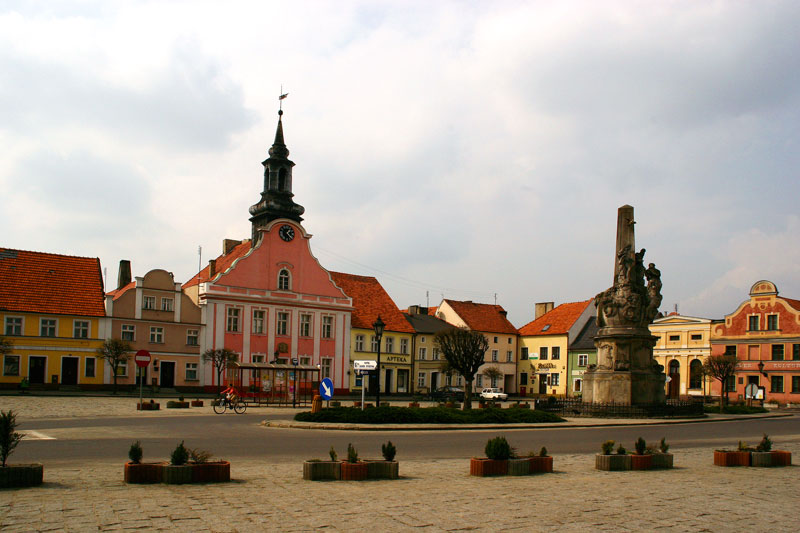
De Markt van Rydzyna
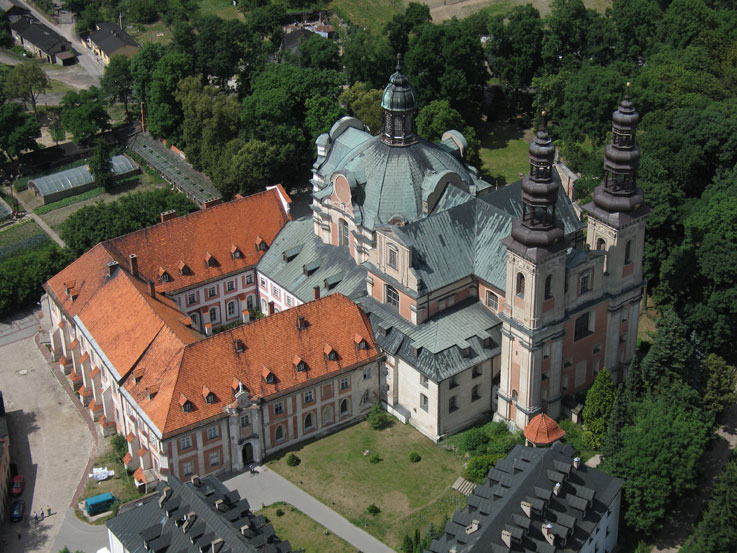
De Barokke Abdij van Ląd
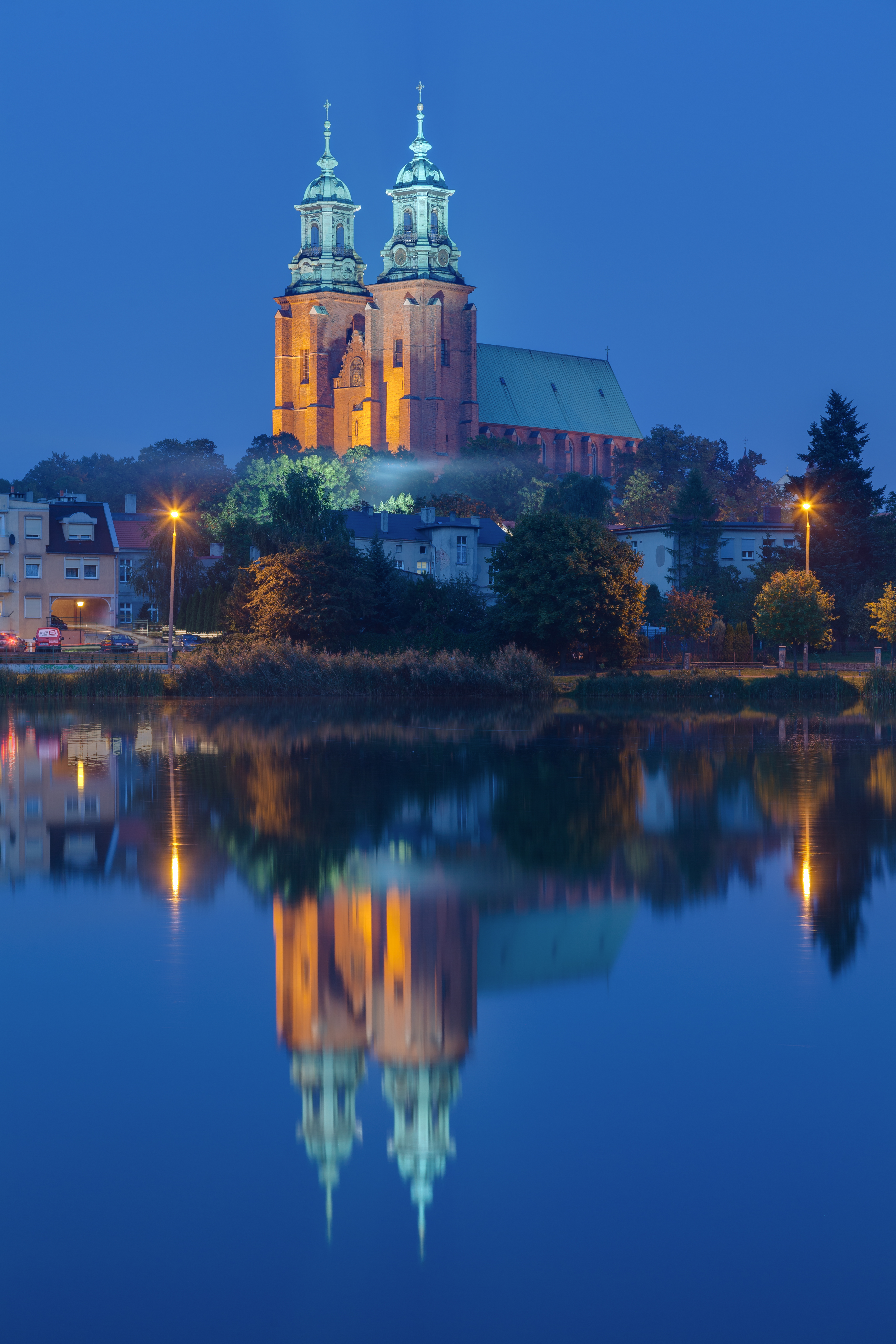
De Basiliek van Gniezno

- Gemeinsame Normdatei: 140644237
- International Standard Name Identifier: 0000 0000 8381 7382
- Library of Congress Control Number: n88201118
- Union List of Artist Names: 500013555
- Virtual International Authority File: 95763870
- WorldCat: E39PCjvWwPk4wM4TB63CQjDd6X